# Weißschwingenguan

Verbreitungsgebiet des Weißschwingenguan

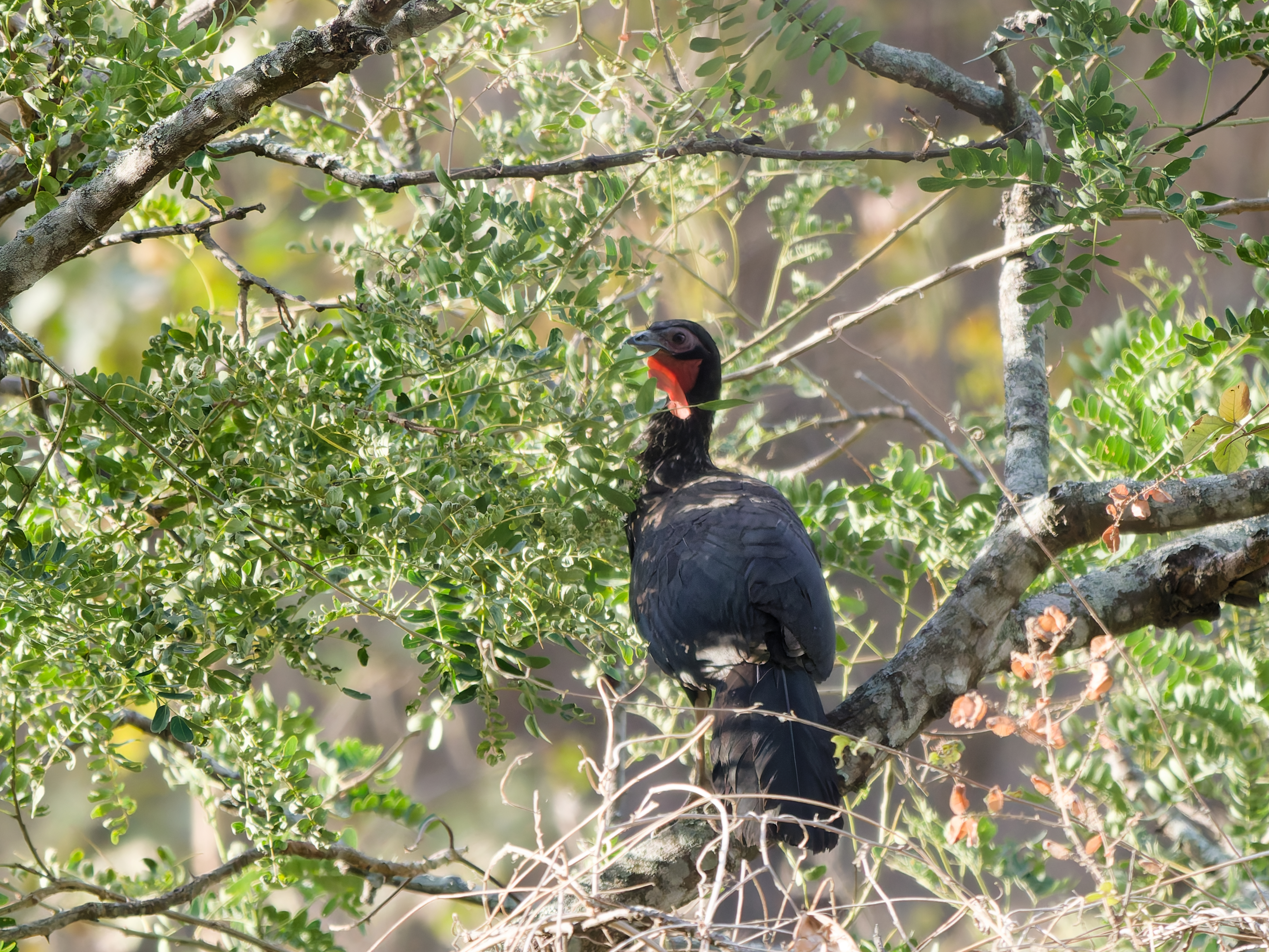
Weißschwingenguan

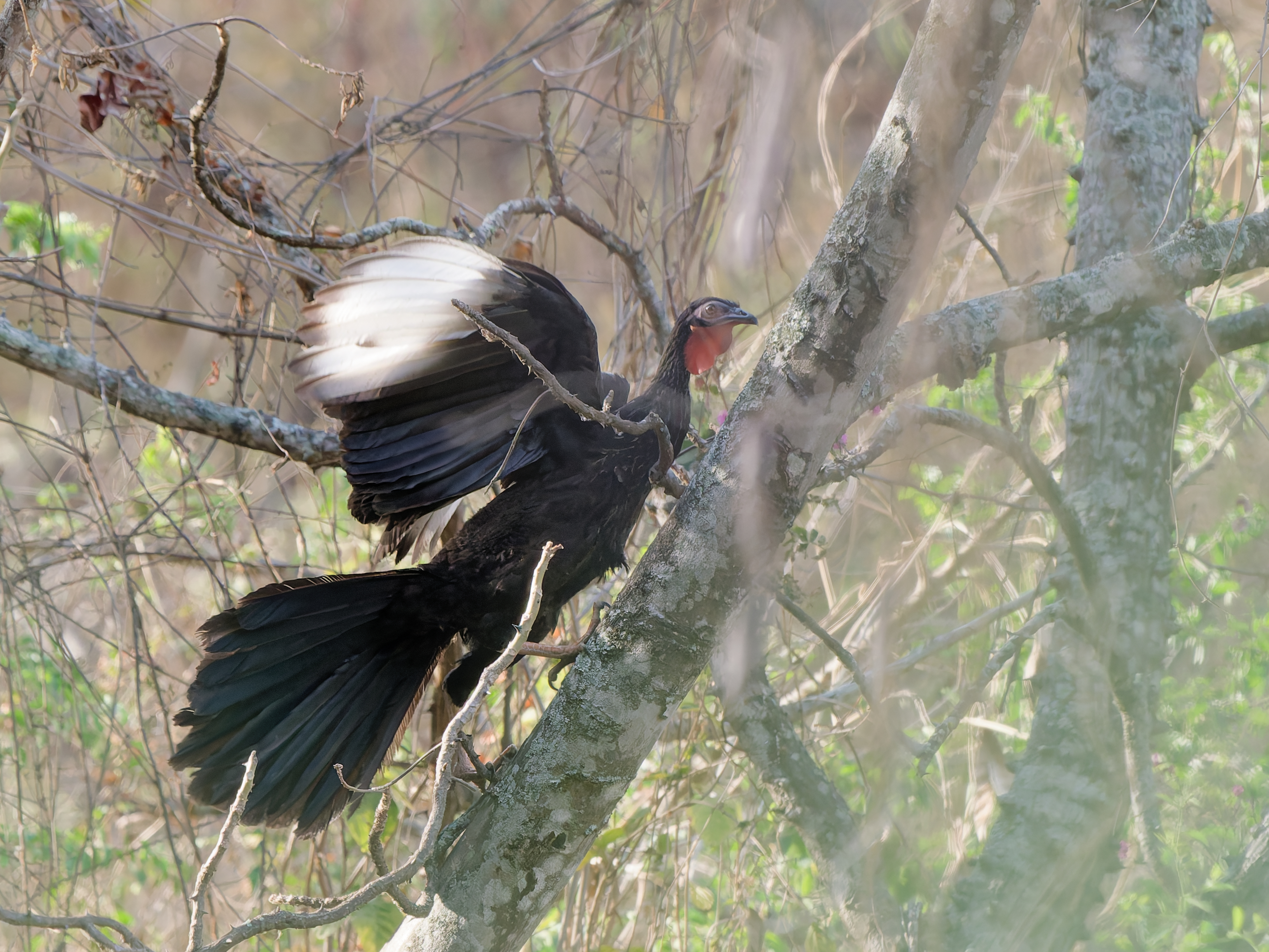
Weißschwingenguan zeigt seine Flügel

Der Weißschwingenguan (Penelope albipennis) ist eine Vogelart aus der Familie der Hokkohühner (Cracidae).
Der Vogel ist endemisch im Nordwesten Perus und kommt in trockenen Wäldern im Nordwesten Perus (Tumbes, Provinz Piura und Region Lambayeque) vor.
Der Lebensraum umfasst die Ausläufer der Tumbes-Chocó-Magdalena-Region, überwiegend zwischen 500 und 1100 m Höhe, kann aber auch tiefer bis 300 m und höher bis 1385 m beobachtet werden.
Der Artzusatz kommt von lateinisch albus ‚weiß‘ und lateinisch pennis ‚Flügel‘.

## Merkmale
Die Art ist 85 cm groß und wiegt 1600 g. Dieser auffallende Guan ist ziemlich dunkel gefiedert mit auffallenden und namensgebenden weißen Handschwingen. Die Oberseite ist schwärzlich mit grünlich schillerndem Glanz. Schwanz und Beine sind lang. Auf Kopf, Nacken und oberem Rücken finden sich kurze längliche weiße Striche, ebenso von der Brust bis zum Beinansatz.
Die Iris ist rötlich, die ungefiederte Gesichtshaut ist purpurfarben, der Kehllappen orange, der Schnabel dunkelgrau mit schwarzer Spitze. Die Beine sind orange- oder rosafarben.
Die Geschlechter unterscheiden sich nicht. Jungvögel haben hell-braune Iris. Die Mauser findet zwischen Juli und September während der Trockenzeit statt.
Die Art unterscheidet sich vom Bartguan (Penelope barbata) durch die Größe, schwarze Färbung und die weißen Schwingen sowie die Farbe der Beine. Das Verbreitungsgebiet des Bartguans überschneidet sich etwa um 100 m Höhenmeter.
Der Haubenguan (Penelope purpurascens) kommt im äußersten Norden im pazifischen Tropenwald vor, ohne bekannte Überlappung. Auch der Haubenguan lässt das Weiß auf den Flügeln vermissen, ist außerdem brauner und im Gesicht dunkler.

## Geografische Variation
Die Art ist monotypisch.

## Geschichte
Im 19. Jahrhundert war diese Art durch 3 Museumsexemplare bekannt, das erste war am 18. Dezember 1876 von Stolzmann, das zweite war am 10. Januar 1877 von Jelski gefunden worden. Zusammen mit dem 2. Exemplar wurde als drittes ein Küken gefunden und aufgezogen. Seit dieser Zeit gab es fast 100 Jahre lang keine Nachweise, so dass die Art bereits als möglicherweise ausgestorben angesehen wurde.
Im September 1977 wurde der Vogel vom Bauern Sebastián Chinchay wiederentdeckt, der den Ingenieur Del Solar und den Ornithologen John O’neill benachrichtigte, die am 13. des Monats einige Exemplare einfangen konnten.
Diese Wiederentdeckung galt als Jahrhundertwiederentdeckung. Del Solar hatte mit der Suche bereits im Jahre 1969 begonnen.
Das Tal wurde von der Regierung als IBA deklariert mit Bejagungsverbot.

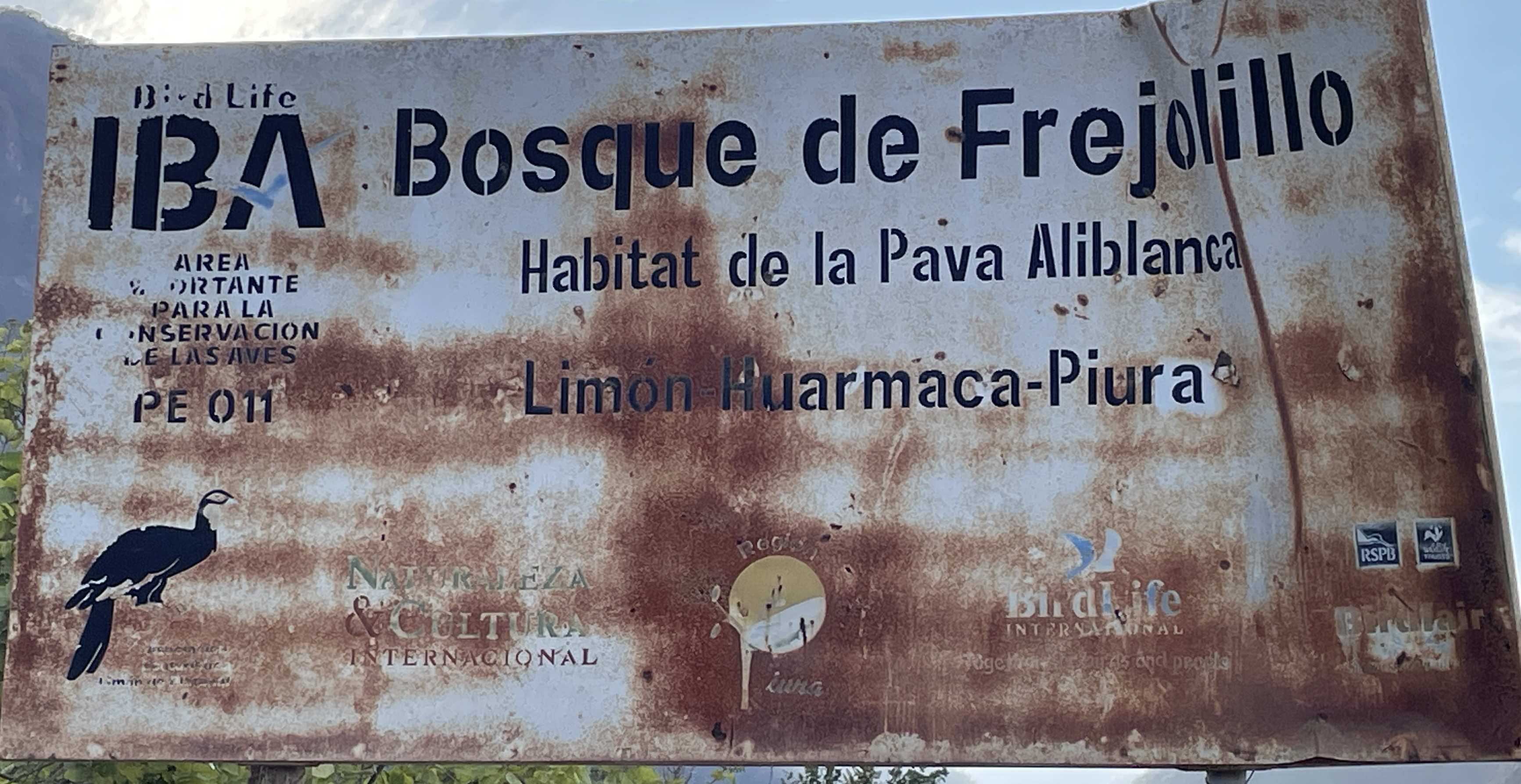
IBA Bosque de Frejolillo Protected Area

## Stimme
Die Rufe sind meist in der Morgen- und Abenddämmerung zu hören, besonders während der Brutzeit. Unterschieden werden können Revierrufe vor der Morgendämmerung: ein lauter, weithin hörbarer Ruf begleitet vom geräuschvollen Flügelschlagen durch das Männchen, als "jar-jar-jar" beschrieben und mit einem schnellen "ha-ha-ha-ha" endend. Der Alarmruf ist ein scharfes, weithin zu hörendes "piu-piu-piu" oder "cau-cau-cau" gern im Duett. Der Drohruf gegen einen Eindringling in das Revier wird als "arrr, arrr, arrr" beschrieben mit aufgerichtetem Körper, gestrecktem Nacken und aufgestellten Kammfedern.

## Lebensweise
Die Art ist vermutlich ein Standvogel.
Die Nahrung besteht aus hauptsächlich aus Früchten. Die Vögel folgen einem geregelten Tagesablauf: Die ersten Rufe bereits ab 4 Uhr, mit der Morgendämmerung kommt Bewegung auf in die Futterbäume bis 8 oder 9 Uhr. Später wird Wasser getrunken oder im Schatten geruht bis 16:30 oder 17 Uhr. Dann wird wieder Futter und Wasser gesucht. Der Vogel ist standorttreu und tritt paarweise oder in kleinen Familiengruppen auf.
Die Balz besteht im Jagen des Weibchens mit aufgestelltem und gespreiztem Schwanz, mit halb geöffneten Flügeln und gesenktem Kopf.
Die Art wird Opfer zahlreicher Prädatoren.
Die Brutzeit liegt zwischen November und Mai in der Regenzeit mit reichlichem Nahrungsangebot. Es wird nur einmal im Jahr gebrütet. Das Nest findet sich etwa 2–3 m über dem Erdboden in einem dicht bewachsenen Baum. Das Gelege besteht aus 2 weißlichen Eiern, die über 30–31 Tage fast ausschließlich vom Weibchen ausgebrütet werden.

## Gefährdungssituation
Der Bestand gilt als „stark gefährdet“ (Endangered) durch Habitatverlust und Bejagung.